# Nostalgic Technology
株式会社Nostalgic Technology（ノスタルジックテクノロジー、英: Nostalgic Technology, Inc.）は、沖縄県に本社を構え、Webマーケティングと経営コンサルティングの領域で多角的なサービスを展開する企業である。
2022年5月の設立以来、Webサイト制作、Web広告運用、SNSマーケティング、インバウンドマーケティング、経営コンサルティングを提供。

## 概要
同社は、デジタルマーケティング技術と地域に根ざしたアナログマーケティング戦略を融合させた包括的なサービスを特徴とする。沖縄県の経済発展に寄与したいという強い思いのもと、顧客企業のデジタルシフトを推進し、集客、売上向上、ブランド力強化、業務効率化を支援している。観光業、宿泊業、小売業など、沖縄県の主要産業に特化したマーケティング戦略の立案・実行。

## 主なサービス
- Webサイト制作・運用
- Web広告運用
- SNSマーケティング
- インバウンドマーケティング
- 経営コンサルティング